# Nettelgraben
Der Nettelgraben ist ein künstlicher Wasserweg im Brandenburger Landkreis Barnim und liegt im Biosphärenreservat Schorfheide-Chorin. Der knapp fünf Kilometer lange Graben bildet den einzigen Abfluss des Parsteiner Sees und verbindet ihn über den Weißen See und den Choriner Amtssee mit der Ragöse (Ragöser Fließ).
Der Wassergraben durchläuft die reliefreiche Landschaft westlich des Endmoränenbogens Chorin mit glazifluviatilen Sanden und Kies der Sander aus der Angermünder Staffel des Weichseleis-Rückzugs.
Der Graben wurde im 13. Jahrhundert von den Mönchen des Zisterzienserklosters Chorin angelegt, da der Ragöseabfluss des Choriner Sees (heute Amtssee) nicht genügend Wasser zum Betrieb der Klostermühlen und zur Versorgung des Klosters, das direkt am See liegt, zuführte. Die nötige Wasserzufuhr erreichten die Klosterbrüder mit dem Bau des Nettelgrabens vom Choriner See zum höher gelegenen und heute isolierten Weißen See, der zur Bauzeit im 13. Jahrhundert eine Bucht des Parsteiner Sees bildete.
- → Abschnitt Bau des Seeabflusses Nettelgraben im Artikel Parsteiner See

Der Graben hatte erheblichen Einfluss auf die Hydrogeologie und Melioration der Region um Chorin. So entwässert er über den dem Weißen See zufließenden Gottesgraben beispielsweise das als Totalreservat besonders naturgeschützte Plagefenn, dessen Feuchtgebiete und Seen zum Teil verlandeten. Über die Ragöse, den Finowkanal und den Oder-Havel-Kanal flossen die Wasser zur Oder ab. Das Plagefenn und der Parsteiner See waren bis zum Grabenbau Binnenentwässerungsgebiete.
Heute ist die Wasserzufuhr in den Nettelgraben durch umfangreiche Maßnahmen zum Schutz der Biotope weitgehend reguliert. Dabei wird in Kauf genommen, dass der Graben temporär trockenfällt. Bei Messungen im Jahr 1996 führte der Nettelgraben beispielsweise kein Wasser.